# Grzegorzowice (gmina)
Grzegorzowice (alt. Grzegorzewice) – dawna gmina wiejska istniejąca do 1954 roku w woj. kieleckim. Siedzibą władz gminy były Grzegorzowice, a następnie Słupia Stara (obecnie jako Stara Słupia).
Gminę zbiorową Grzegorzowice utworzono 13 stycznia 1867 w związku z reformą administracyjną Królestwa Polskiego. Gmina weszła w skład nowego powiatu opatowskiego w guberni radomskiej i liczyła 2257 mieszkańców.
W okresie międzywojennym gmina Grzegorzowice należała do powiatu opatowskiego w woj. kieleckim. Po wojnie gmina zachowała przynależność administracyjną. Według stanu z dnia 1 lipca 1952 roku gmina składała się z 7 gromad: Cząstków, Grzegorzowice, Jeleniów, Sarnia-Zwola, Skały, Skoszyn i Słupia Stara.
Jednostka została zniesiona 29 września 1954 roku wraz z reformą wprowadzającą gromady w miejsce gmin. Po reaktywowaniu gmin z dniem 1 stycznia 1973 roku gminy Grzegorzowice nie przywrócono, a jej dawny obszar wszedł głównie w skład gmin Waśniów (w tymże powiecie i województwie) i Nowa Słupia (w powiecie kieleckim w tymże województwie).